# کریستین ریجو
کریستین ریجو (انگلیسی: Cristian Riggio؛ زادهٔ ۴ ژوئن ۱۹۹۶) بازیکن فوتبال است.
از باشگاه‌هایی که در آن بازی کرده‌است می‌توان به باشگاه فوتبال کروتونه اشاره کرد.